# 海雲繼夢
海雲継夢法師（1950年—）、俗名は陳鶴山、法名は昌一、号は継夢、台湾宜蘭の出身、仏教比丘である。臨済宗第四十八世、賢首宗第四十二世、慈恩宗高原法系第十八世の伝承者でもあり、南投大華厳寺の創立者でもある。信徒たちは彼を「和上」（わじょう）と尊称している。この称号は律制における「親教師」に由来し、一般的に「和尚」と呼ばれている意味である。彼自身もこれを用いて自らを戒め、信徒や僧団に「以和為上（貴）」ことを心掛けるように説いている。

## 生平
海雲法師は1950年に宜蘭県に生まれ、俗名を陳鶴山と言います。1973年に中興大学経済学部を卒業しました。1981年から陳鶴山は華厳教法の弘揚を誓願し、十年間家族を安頓した後に出家することを決意しました。その間、経済局に勤務しながら、各地で『華厳経』、『地蔵経』、『維摩経』などの経典を講じたり、専門の講座形式で仏法を広めたりしました。
1991年12月22日、夢参法師は夢中で地蔵菩薩の示現を受け、特例として剃度を授け、法名を「昌一」、号を「繼夢」と命名しました。これは、華厳一乗教義の隆盛を弘揚し、夢参老和上の大願を継承するという意味です。また、彼は臨済宗第四十八代の伝承者でもあります。1994年、法師は香港の妙法寺で三壇大戒を受け、その後、台湾各地で弘法活動を展開し、中国大陸、東南アジア、オースランド、ヨーロッパ、アメリカなど、足跡を広げてきましたトラリア、ニュージーランド、オーストラリア、欧米など広範囲にわたりその足跡を残しています。
2008年、樹林福慧寺の住持欽因法師から賢首宗の法衣と法器を授かり、華厳賢首宗高原法系第四十二世の伝承者となりました。同年、インドの瑜伽尊者である勝師子王菩薩（Swami Rajarshi Muni）が弟子をアメリカに派遣し、大乗瑜伽行法の継承者を探していました。ある会議で海雲法師と歓談し、彼こそが求めていた人物であると認め、インドに招きました。そこで勝師子王菩薩から灌頂と伝法を受け、大乗仏法の教えをもって大乗瑜伽行法を弘揚することを認められた。こうして、海雲法師は仏教三大法脈を継承し、「普賢乗華厳宗」を開き、禅宗において八百年以上失われていた華厳法門の復興を果たしました。

## 法脈伝承

### 禅宗臨済夢参祖師法脈
1991年12月22日、夢参長老の下で剃度を受け、臨済宗第四十八世となりました。

### 華厳宗（賢首兼慈恩）欽因祖師法脈
華厳法脈は五祖から始まり、第25世高原明昱祖師に至り、慈恩宗も伝承されています。2008年8月30日、華厳宗の第41世樹林福慧寺の敬緣欽因祖師から賢首宗と慈恩宗の法脈を受け継ぎ、賢首宗第42世、また高原法系（兼慈恩宗）第18世の伝承者となりました。華厳伝承の演字に「明眾生本際、悟諸仏果源」があります。現在の弟子には明字輩や眾字輩がいます。

### 華厳禅──大乗瑜伽行派
唐朝の玄奘によって創設された慈恩宗（唯識宗、法相宗）は、後世には『瑜伽師地論』や『成唯識論』などの教理研究が残っているだけで、実修における大乗禅宗の瑜伽心法は失伝していました。2008年、海雲継夢はインドで大瑜伽士勝師子王菩薩から伝法灌頂を受け、中土で失われた「大乗瑜伽行法」（即ち禅宗の心法）を継承し、完全な禅観行法も受け継ぎました。教えは「華厳」に属し、観は「禅宗心法」に属します。教観の両方を重視することが、本宗の根本に依拠しています。

### 伝承華厳宗法脈
海雲継夢は伝灯大典を「無尽蔵灯」と名付け、法灯が絶えることなく無尽に続くことを願っています。また、この法脈の復興と拡大を望み、華厳の義学思想を国際的な舞台に押し上げ、仏法が深く根付くことを目指し、世界中に広がることを願っています。そのため、海雲和上は「枝葉光茂」「含暉発焰」「分枝布影」の三つの階位で法脈を分伝し、華厳による全球的な布教を展開しています。海雲和上は四つの系統を大華厳寺の下に設立し、世代ごとの法脈を展開し、法化の根基を示しています。
- 無尽蔵灯：一世一位、伝「賢首宗」の正統な「衣、法器、法巻」を受け継ぐ。華厳法脈を一元化し、伝承は比丘に限られます。
- 枝葉光茂：一世に数名が伝承を受け、「法器、法巻」を伝える。伝承は比丘系に限られますが、一代の宗師職を選任することができます。
- 含暉発焰：一世に数名が伝承を受け、「炉、灯、法巻」を伝える。伝承は比丘尼系に限られます。
- 分枝布影：一世に数十名が伝承を受け、「灯、法巻」を伝える。伝承は比丘、比丘尼、優婆塞、優婆夷に制限されず、華厳道業に精通し、影響力を発揮して教化を行う者に対して行われます。

《大方広仏華厳経》が翻訳されて今日に至るまで、その文化的および歴史的な内涵に加え、法義も多くの学者によって研究されてきました。海雲法師自身も関連著作や学術論文の執筆に力を入れており、現代の学界から広く注目されています。中国社会科学院の特邀研究員、陝西師範大学華厳研究所の所長、蘭州大学の客員教授などの職に招かれ、国内外の大学で専門の講座を行ってきました。
《大方広仏華厳経》が翻訳されて今日に至るまで、その文化的および歴史的な内涵に加え、法義も多くの学者によって研究されてきました。海雲法師自身も関連著作や学術論文の執筆に力を入れており、現代の学界から広く注目されています。中国社会科学院の特邀研究員、陝西師範大学華厳研究所の所長、蘭州大学の客員教授などの職に招かれ、国内外の大学で専門の講座を行ってきました。
法師は華厳学術センターを設立し、学術界との協力やさまざまな学術研討会などの活動を通じて、『華厳経』の経文構造と思想脈絡を中心に「新古典華厳」思想の推進を図っています。2013年には海雲華厳研究所が設立され、国学の大先輩である熊琬教授が所長に招聘され、華厳義学を研究する志ある後進を育成することを目的としています。学風は伝統的な国学素養に基づき、古の高僧の判教、科判、注疏などを研究し、伝統的な義学の思考構造と経典の解釈の進路を理解します。さらに、解行の相応を加えることで、現代のニーズに応じた独自の漢伝仏学を形成し、時代に即した学問を展開しています。
さらに、学術研討会やフォーラムの形式を通じて、国内外の華厳研究の各層面を探求する学者を招き、共同で討論を行っています。歴代のテーマは以下の通りです。また、2011年から『華厳学報』を発行し、これまでの研討会の成果や、現代の学術思想背景に基づいて『華厳経』の言語構造や思想構造を再解釈した研究成果を集めています。これまでに12号が出版されています。
- 2010年 第一回華厳学術研討会   主題：華厳学
- 2010年 華厳全球フォーラムおよびWBSY第七回年会    主題：グローバリゼーションの中の仏教─自然生態平衡（器世間）の持続的運営
- 2010年 第一回中国密教国際学術研討会（西安で開催） 主題：密教と密教図像
- 2011年 第二回華厳学術研討会    主題：華厳と科学
- 2011年 第一回中国華厳国際学術研討会（西安で開催）    主題：『華厳経』の文献、思想および修持
- 2012年 第三回華厳国際学術研討会   主題：華厳学─古典と現代の交わり
- 2013年 第四回華厳国際学術研討会    主題：「華厳芸術」と「華厳義学」
- 2017年 華厳学国際フォーラム    主題：新時代の華厳判教の探求
- 2018年 華厳学国際フォーラム   主題：華厳義学とその伝承
- 2019年 華厳学国際フォーラム    主題：華厳義学と華厳宗史